# 콜비 오도니스

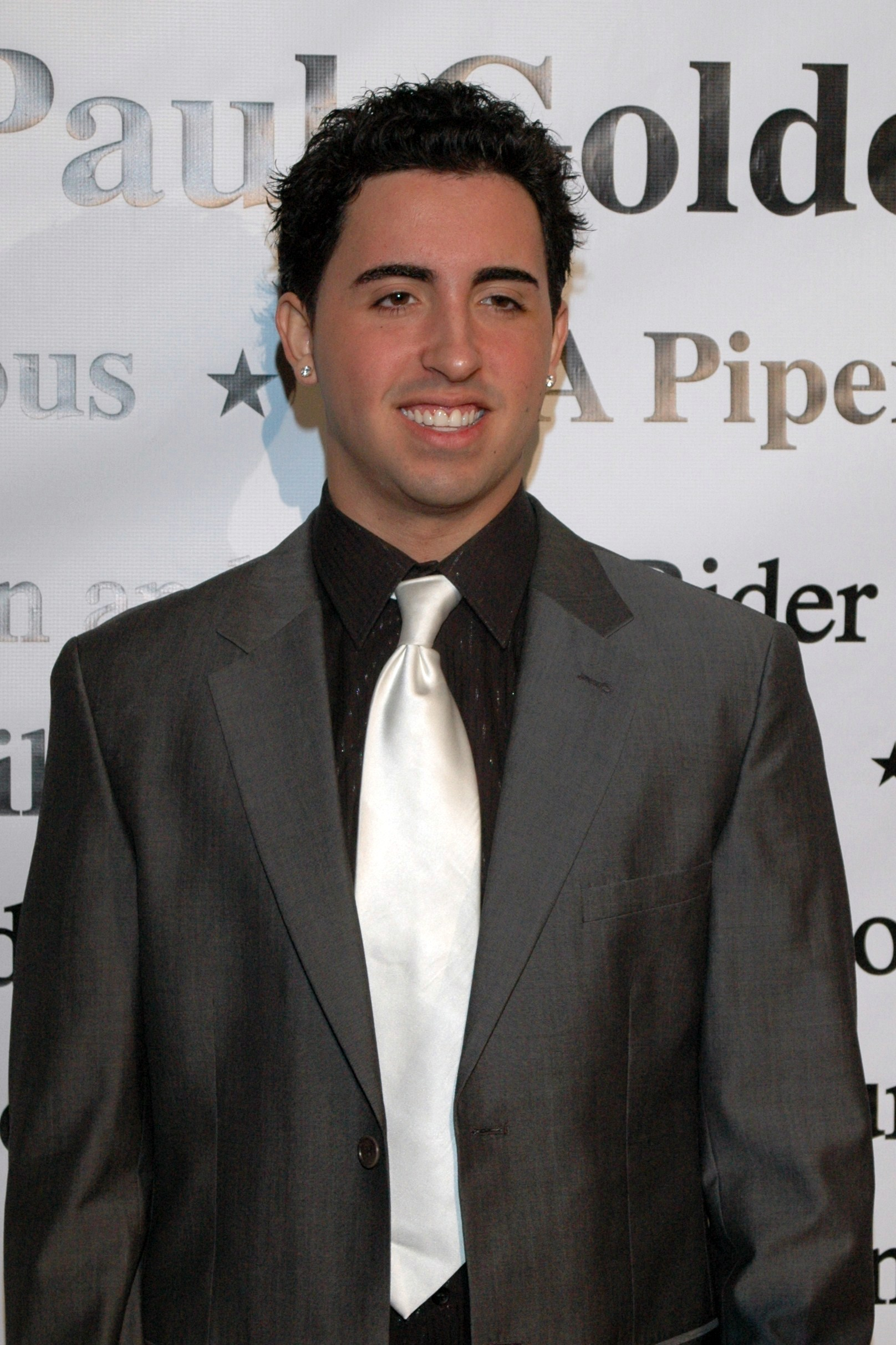

콜비 오도니스(Colby O'Donis Colón, 1989년 3월 14일생)는 아메리칸 팝과 R&B의 싱어송라이터, 기타리스트, 프로듀서 그리고 배우이다. 2008년에 그는 그의 데뷔앨범인 Colby O를 발표하였고 그의 싱글인 "What You Got (ft.Akon)"은 빌보드 Hot 100차트에서 14위를 기록했다. 그가 피처링한 곡중 가장 유명한 곡은 레이디가가의 "Just Dance"이다. "Just Dance"는 5달동안 빌보드차트에서 머물렀으며 단 1주일만에 미국에서 가장 많이팔린 디지털 음원이되었다. 이 싱글앨범은 770만장이 팔렸다.

## 생애
오도니스는 미국의 뉴욕에서 푸에르토리코출신의 부모님으로부터 태어났다. 그의 어머니인 올가는 가수이며 미스 푸에르토리코를 받은적이있고 그의 아버지 프레디 콜론은 뉴욕의 DJ이다. 콜비 오도니스라는 이름은 그의 아버지를 구하려다 죽은 소방관의 이름을 따서 지어졌다. 콜비오도니스는 3살때 마이클잭슨과 노래를 불러 탤런트쇼에서 1등을 차지한적이 있다.